# Rédey Katalin
Rédey Katalin (Balassagyarmat, 1947. január 14. – Szentendre, 2025. május 30.) magyar közgazdász, statisztikus, egyetemi adjunktus.

## Élete
Egyik dédapja Ritter-Rédei János evangélikus néptanító, karnagy volt. Ritter János és két fia (Károly és Sándor) 1896-ban nevüket Ritterről Rédeire magyarosították.
1947. január 14-én Balassagyarmaton született Rédey Sándor (1909–1975) és Murár Valéria (1922–1998) gyermekeként evangélikus családban. Édesapja Balassagyarmaton ügyvéd és 1948–1966 között egyházkerületi felügyelő volt. Szabó József püspök mellett dolgozott 1952-ben történt leváltásáig, majd ezt követően is 1966-ig. Nővére, Zsuzsanna 1945-ben, húga, Mariann 1955-ben született.
Középiskolai tanulmányait 1961–1965 között a balassagyarmati Balassi Bálint Gimnáziumban végezte. A család 1966-ban Budapestre költözött. Tanulmányait már Budapesten, a Marx Károly Közgazdaságtudományi Egyetem Ipar szakán 1970-ben fejezte be. Férjét Sipos Bélát, aki kezdő tanár és egyben gyakorlatvezetője is volt, itt ismerte meg 1969 őszén. Férje 1970 szeptemberétől tanított a Pécsi Kihelyezett Esti Tagozaton és először Szűcs Pál egyetemi adjunktus, majd Komjáti Zoltán tanszékvezető, volt nevelőtanára ajánlotta fel a Sipos házaspárnak, hogy kinevezést és lakást biztosít részükre a Tagozat. 1971-ben Pécsre települtek, az MKKE Kihelyezett Pécsi tagozatán kaptak tanársegédi állást. Rédey Katalin férjét követve a Statisztika Tanszéket választotta. Itt dolgozott 2006-os nyugalomba vonulásáig.
1972-ben védte meg egyetemi doktori disszertációját, melyben a modern, mintavételes statisztika eszközrendszerével elemezte az iparvállalatok kapacitáskihasználását.
Rédey Katalin a statisztika munkacsoportba került és rögtön a munka sűrűjébe, hatalmas óraszámban oktatott és mellette egyik motorja volt a folyamatos tananyagfejlesztésnek, írt jegyzetet, programozott jegyzetet, több, mint egy tucat példatárhoz dolgozott ki feladatokat. Társszerzője volt a második világháborút követően elsőként megjelent magyar nyelvű ökonometria témájú tankönyvnek, amely végre leszámolt „az ökonometria egy burzsoá áltudomány” sztereotípiával (Ökonometriai alapvetés, Tankönyvkiadó 1987). Jelentős fejezeteket írt a tanszéki közösség által készített 1993-as, illetve 2007-es tankönyvekben és a hozzájuk tartozó segédanyagokban.
Arra a kérdésre, hogy mit kapott az Egyetemtől, ezt válaszolta: „Az egyetemtől tájékozottságot kaptam a közgazdaság-tudomány területén. Alapos statisztikai, matematikai ismereteket. Vidám egyetemi éveket, sok barátot és a férjemet. Büszke vagyok a szakmai munkámra, családomra gyermekeimre, unokáimra.”

### Családja
Férje Sipos Béla (1945) volt, akivel 1970. szeptember 26-án a Budavári evangélikus templomban kötöttek házasságot, eskető papjuk Madocsai Miklós volt. Két fiuk született: Béla (1971) és Balázs (1972). Mindkét gyermeküket Madocsai Miklós lelkész keresztelte meg Budapesten. Szintén Madocsai Miklósnál konfirmáltak 1984-ben. Idősebb fiuk ügyvédként praktizál Győrben, míg a fiatalabbik a Pécsi Törvényszék elnöke.
Öt unokájuk: Béla Máté (2003), Rebeka (2007), Bertalan (2009), Hédi (2010) és Dóra Mária (2016).

## Díjai, elismerései
- Pécsi Akadémiai Bizottság Pálya díjai. Harmadik díj. (1980)[5]
- Fényes Elek-díj (1983)[6]
- Fényes Elek emlékérem (1986)[7]
- Kiváló Munkáért (1986)[8]
- Az év legjelentősebb publikációjának a díja. JPTE, 1995[9]
- „Pécsi Közgazdászképzésért” emlékplakett aranyfokozata (2007)

## Legfontosabb publikációi
- Újabb matematikai – statisztikai módszerek és alkalmazásuk a vállalati prognózis – készítésre. (1. sz. közlemény). Extrapolatív prognózis – módszerek alkalmazása egy gépipari vállalatnál. (Társszerző Sipos Béla) Ipari és Építőipari Statisztikai Értesítő, VOL. 26., füzet: 1-2. KSH. Budapest. 1975[10]
- Újabb matematikai – statisztikai módszerek és alkalmazásuk a vállalati prognózis – készítésre. (2. sz. közlemény). A kisegítő – kiszolgáló létszám prognosztizálása korreláció – regresszió-számítás segítségével. (Társszerző Sipos Béla) Ipari és Építőipari Statisztikai Értesítő, VOL. 26., füzet: 3. KSH. Budapest. 1975. [11]
- Újabb matematikai – statisztikai módszerek és alkalmazásuk a vállalati prognózis – készítésre. (8. sz. közlemény.). A termelési lehetőségek elemzése az iparvállalatoknál, a lineáris programozás felhasználásával (III. befejező rész.). (Társszerző Sipos Béla) Ipari és Építőipari Statisztikai Értesítő, VOL. 26., füzet: 11. KSH. Budapest. 1975.[12]
- A termelési függvények felhasználása ágazati és vállalati prognóziskészítésre, I. rész. (Társszerző Sipos Béla) Ipari és Építőipari Statisztikai Értesítő, VOL. 29., KSH. Budapest. 1978. 8-9. sz.[13]
- A termelési függvények felhasználása ágazati és vállalati prognóziskészítésre, II. rész. (Társszerző Sipos Béla) Ipari és Építőipari Statisztikai Értesítő, VOL. 29., KSH. Budapest. 1978. 11. sz.[14]
- A termelési függvények felhasználása ágazati és vállalati prognóziskészítésre, III. rész. (Társszerző Sipos Béla) Ipari és Építőipari Statisztikai Értesítő, VOL. 30., KSH. Budapest. 1979. 2-3. sz.[15]
- A termelési függvények felhasználása ágazati és vállalati prognóziskészítésre, IV. rész. (Társszerző Sipos Béla) Ipari és Építőipari Statisztikai Értesítő, VOL. 30., KSH. Budapest. 1979. 6. sz.[16]
- Statisztika: (korszerű statisztikai módszerek és alkalmazásuk a gyakorlati közgazdasági munkában) (Társszerző Nyitrai Ferencné. Pécsi Tudományegyetem Közgazdaságtudományi Kar. Budapest. Tankönyvkiadó. 1976. 2. kiadás. 1978
- Statisztika: Korszerű statisztikai módszerek és alkalmazásuk a gyakorlati közgazdasági munkában. II. rész. (Társszerzők: Pintér József, Szűcs Andrásné) Pécsi Tudományegyetem Közgazdaságtudományi Kar. Budapest. Tankönyvkiadó. 1978. 2. kiadás. 1981
- Termelési függvények a magyar ipar néhány ágazatában. (Társszerző Sipos Béla). Statisztikai Szemle. KSH. Budapest. 1980. 7. sz. [17]
- Elemzésre és prognóziskészítésre alkalmas termelési függvények a magyar gépiparban. (Társszerző Sipos Béla). Vállatvezetés és vállalatszervezés. 1981. 78-83.
- A termelési függvények és a vállalati prognózisok. I. rész. (Társszerző Sipos Béla). Statisztikai Szemle. KSH. Budapest. 1981. 5. sz.[18]
- A termelési függvények és a vállalati prognózisok. II. rész. (Társszerző Sipos Béla). Statisztikai Szemle. KSH. Budapest. 1981. 6. sz.[19]
- Könyvismertetés. Köves Pál-Párniczky Gábor: Általános statisztika I—II. Közgazdasági és Jogi Könyvkiadó Budapest, 1981. Egyetemi Szemle. 5. évf. 1983. 1. szám[20]
- Az árak előrejelzése idősorelemzési módszerekkel. (Társszerző Sipos Béla). Statisztikai Szemle. KSH. Budapest. 1983. 11. sz.[21]
- Termelési függvények alkalmazása az iparban. (Társszerző Sipos Béla). Közgazdasági Szemle. 1983. 4. sz.[22]
- Az import és az export árak közötti kapcsolat vizsgálata. (Társszerző Sipos Béla). Statisztikai Szemle. KSH. Budapest. 1985. 9. sz.[23]
- Ökonometriai alapvetés. (Társszerzők: Hajdu Ottó, Herman Sándor, Pintér József) Tankönyvkiadó. Budapest. 1987
- Sztochasztikus idősori modellek demográfiai alkalmazási lehetőségei. In: Tanulmánykötet Hoóz István tiszteletére. Pécs. JPTE, 1988
- Gyártmányösszetétel optimálása a lineáris programozás (LP) felhasználásával. In: Döntéselkészítési módszerek – vállalati prognózisok – termelési függvények. Budapest, Magyarország : Országos Műszaki Információs Központ és Könyvtár (OMIKK). 1988
- Statisztikai példatár. (Társszerzők: Hauck Ferenc, Herman Sándor, Pintér József.). Tankönyvkiadó, Budapest, 1989.[24]
- A jégesőelhárítás gazdaságosságáról. (Társszerzők  Hajdu Ottó, Herman Sándor, Pintér József, Rappai Gábor) Tanulmány. Pécs. 1989.[25]
- Statisztikai példatár. (Társszerzők: Hajdu Ottó, Pintér József, Hanck Ferenc, Herman Sándor. Tankönyvkiadó. Budapest. 1990
- Statisztikai kisszótár: Magyar – német, német – magyar = Statistisches Wörterbuch : Ungarisch – deutsch, deutsch – ungarisch. (Társszerzők: Böselt Martin, Muráth Judit). Janus Pannonius Tudományegyetem Közgazdaságtudományi Kar. Központi Statisztikai Hivatal Budapest, Technische Universität Ilmenau. 2. javított kiadás. 1997
- Statisztika. (Társszerzők: Hajdú Ottó, Pintér József, Rappai Gábor). Janus Pannonius Tudományegyetem. Közgazdaságtudományi Kar Statisztikai és Demográfiai Tanszék. Pécs. 1992
- Statisztikai képletek és táblázatok jegyzéke. (Társszerzők: Hajdu Ottó, Herman Sándor, Pintér József) Pécs, Magyarország. Janus Pannonius Tudományegyetem, Közgazdaságtudományi Kar. 1994
- Statisztika I. (Társszerzők: Hajdu Ottó, Pintér József, Rappai Gábor.) Janus Pannonius Tudományegyetem Közgazdaságtudományi Kar. 3. kiadás. 1994-1999[26]
- Statisztikai példatár. (Társszerzők: Herman Sándor, Pintér József, Rappai Gábor) Pécs. Magyarország. JPTE Kiadó. 1999
- Statisztikai feladatok gyűjteménye. (Társszerzők: Rappai Gábor, Herman Sándor, Pintér József) Pécs. Magyarország. Pécsi Tudományegyetem Kiadó. 2002
- Statisztika II. (Társszerzők: Hajdu Ottó, Pintér József, Rappai Gábor.) Janus Pannonius Tudományegyetem Közgazdaságtudományi Kar. 3. kiadás. 1994-1999
- Statisztika. (Társszerzők: Herman Sándor, Pintér József, Rappai Gábor.) PTE. KTK. Pécs, 2007
- Statisztika I. (Társszerző: Herman Sándor) Tankönyvkiadó. Budapest. 2005
- Sztochasztikus idősori modellek. (ARIMA modellek) PTE. KTK. Pécs. 2007
- Arima modellek alkalmazása idősorelemzésre és előrejelzésre. (Társszerző: Szentmiklósi Miklós). In.: Egy életpálya három dimenziója: Tanulmánykötet Pintér József emlékére. Szerkesztette Rappai Gábor. Pécsi Tudományegyetem Közgazdaságtudományi Kar. Pécs. 2007
- Konjunktúraelemzés és prognosztizálás= Analysis and forecasting of business cycles (2009) (Társszerzők Sipos Béla, Kiss Tibor, Szentmiklósi Miklós). .OTKA Kutatási Jelentések| OTKA Research Reports. Kiadó: OTKA. 2009[27]
- Rédey Katalin: Nyitrai Ferencné (1925–2011). Statisztikai Szemle, 2011. 4. sz. 448–450. o.